# Avon Cobourne
Avon Cobourne, né le 6 mars 1979 à Camden dans le New Jersey, est un joueur américain de football américain et de football canadien jouant à la position de demi offensif.
Il joue pour les Lions de Détroit en 2003, pour les Centurions de Cologne en NFL Europe en 2004, pour les Alouettes de Montréal de 2006 à 2010 et pour les Tiger-Cats de Hamilton en 2011 et 2012. Il est choisi sur l'équipe d'étoiles de la Ligue canadienne de football en 2009.